# Nude with Boots
Nude with Boots (рус. обнажённая в ботинках) — студийный альбом американской сладж-метал-группы Melvins, который был издан в 2008 году на лейбле Ipecac Recordings.

## Об альбоме
Газета Now пишет, что Melvins не придерживаются своего раннего звучания, вдохновившего такие группы, как Boris, Sunn O))) и Earth. Отмечается влияние метала 1970-х и буги-рока. Журнал The Skinny сообщает, что после объединения с дуэтом Big Business, тяга к року 1970-х стала более заметней, что также верно для первой половины данного альбома.

### Видеоклипы
В 2009 году был опубликован клип на песню «The Kicking Machine» (Pitchfork TV).

## Список композиций
| №   | Название                          | Длительность |
| --- | --------------------------------- | ------------ |
| 1.  | «The Kicking Machine»             | 2:44         |
| 2.  | «Billy Fish»                      | 3:52         |
| 3.  | «Dog Island»                      | 7:32         |
| 4.  | «Dies Iraea»                      | 4:33         |
| 5.  | «Suicide in Progress»             | 4:46         |
| 6.  | «The Smiling Cobra»               | 3:42         |
| 7.  | «Nude with Boots»                 | 3:35         |
| 8.  | «Flush»                           | 1:07         |
| 9.  | «The Stupid Creep»                | 1:30         |
| 10. | «The Savage Hippy»                | 3:34         |
| 11. | «It Tastes Better than the Truth» | 5:20         |

## Над альбомом работали

### Участники группы
- Базз Осборн — гитара, вокал
- Дейл Кровер — ударные
- Джаред Уоррен — басс, бэк-вокал
- Коуди Уиллис — ударные, бэк-вокал

### Приглашённые музыканты
- Том Хейзлмайер — гитара, вокал («The Savage Hippy»)

### Прочие
- Маки Осборн — дизайн обложки альбома
- Джон Голден — мастеринг
- Тоши Касаи — звукорежиссура